# Les Aventures des Pieds-Nickelés
Série
Le Trésor des Pieds-Nickelés
(1950)
Pour plus de détails, voir Fiche technique et Distribution.
Les Aventures des Pieds-Nickelés est un film français réalisé par Marcel Aboulker, sorti en 1948. Il s'agit de la deuxième adaptation au cinéma, de la bande dessinée Les Pieds nickelés de Louis Forton.

## Synopsis
Sherlock Coco, célèbre détective, tente de déjouer les plans machiavéliques du trio de choc. Croquignol, Ribouldingue et Filochard doivent redoubler de vigilance, mais l'appât du gain est trop fort. À la clé, le fameux diamant rose intéresse également leur ennemi légendaire, Jo Papillon. Mais toujours inventifs, ils vont élaborer de multiples magouilles et attrape-nigauds pour parvenir à leurs fins.

## Fiche technique
- Titre : Les Aventures des Pieds-Nickelés
- Réalisation : Marcel Aboulker
- Scénario : Marcel Aboulker, Jean Boyer, Robert Dhéry, Michel Duran, Artür Harfaux, Maurice Henry et Pierre Méré  d'après la bande dessinée Les Pieds nickelés de Louis Forton
- Dialogues : Michel Duran
- Photographie : André Dantan
- Musique : Guy Bernard
- Montage : Jean Lehérissey
- Producteur : Pierre Braunberger
- Société de production : Panthéon Production
- Tournage : du 18 juillet au 28 septembre 1947
- Pays d'origine : France
- Format : Noir et blanc - 1,37:1 - Mono
- Genre : Comédie
- Durée : 95 minutes
- Date de sortie : 
  - France - 23 juin 1948

## Distribution
- Rellys : Croquignol
- Robert Dhéry : Filochard
- Maurice Baquet : Ribouldingue
- Alfred Pasquali : Sherlock Coco
- Luc Andrieux : Hector
- Colette Brosset : Irène
- Claire Gérard : La princesse
- Fernand Gilbert : Bébert
- Marion Tourès : Hélène
- Jacques Sommet : Pierre-Jo
- Lucien Hector : Le brigadier
- André Numès Fils : Un gardien
- Christian Duvaleix : Un gangster
- Roger Saget : Un gangster
- Gérard Séty
- Jean Le Poulain

## Autour du film
Une suite sera tournée deux ans plus tard sous le titre Le Trésor des Pieds-Nickelés.